# 戚于國
戚于國（？—？），字忠甫，浙江嘉興府秀水縣人，民籍，明朝政治人物。

## 生平
嘉靖二十八年（1549年）己酉科浙江鄉試第八十二名舉人。嘉靖四十一年（1562年）中式壬戌科會試第二百二名，三甲第七十名進士。授南昌知县，编徭視粮为準，民有均平之稱。四十四年十一月擢授陕西道試監察御史。

## 家族
曾祖戚孟璘；祖父戚景昌；父戚煌，母顏氏；繼母吳氏。重庆下。弟于民、于道。